# The Grandmaster
Pour plus de détails, voir Fiche technique et Distribution.
The Grandmaster ou Le Grand Maître au Québec (en chinois : 一代宗师, yīdài zōngshī, littéralement « maître de première génération ») est un film d'action hongkongais et chinois écrit et réalisé par Wong Kar-wai et sorti en 2013. Avec Tony Leung dans le rôle principal, il est adapté de la biographie de Yip Man (1893-1972), un maître chinois de wing chun.
Le film est présenté en ouverture du 63e Festival de Berlin et il est nommé pour représenter Hong Kong aux Oscars du cinéma 2014 dans la catégorie meilleur film en langue étrangère.

## Synopsis
C'est un récit de la vie de Yip Man, maître légendaire de wing chun et futur mentor de Bruce Lee, dans la Chine des années 1930-1940, et jusqu'au début des années 1950, lorsqu'il commence à enseigner son art à Hong Kong. Bouleversé par l'invasion japonaise, le pays traverse alors une période de chaos, qui correspond pourtant à l'âge d'or des arts martiaux chinois.

## Fiche technique
- Titre original : chinois : 一代宗师, Yat doi jung si
- Titre français : The Grandmaster
- Titre québécois : Le Grand Maître
- Réalisation : Wong Kar-wai
- Scénario : Wong Kar-wai
- Direction artistique : Yuen Woo-ping
- Décors : William Chang et Alfred Yau
- Costumes : William Chang et Fung-San Lui
- Montage : William Chang et Hung Poon
- Musique : Shigeru Umebayashi
- Photographie : Philippe Le Sourd
- Production : Wong Kar-wai et Jacky Pang Yee Wah
- Sociétés de production : Block 2 Pictures, Jet Tone Films, Sil-Metropole Organisation, Bona International Film Group
- Sociétés de distribution : États-Unis : Annapurna Pictures
- Pays d’origine :  Hong Kong,  Chine
- Budget : 38 600 000 $
- Langue : mandarin
- Durée : 130 minutes
- Format : Couleurs - 35 mm - 2.35:1 - Son Dolby numérique
- Genre : Action, Drame
- Dates de sortie : 
  - Chine : 8 janvier 2013
  - Allemagne : 7 février 2013 (63e Festival de Berlin)
  - France : 17 avril 2013

## Distribution
- Tony Leung Chiu-wai (V. F. : Thibault De Montalembert) : Yip Man
- Qingxiang Wang (V. F. : Georges Claisse) : Maître Gong Baosen
- Zhang Ziyi (V. F. : Lisa Martino) : Gong Er
- Zhang Jin (V. F. : Olivier Brun) : Ma San
- Tielong Shang (V. F. : Enrique Carballido) : Jiang
- Yuen Woo-ping : Chan Wah-shun
- Cung Le : Tiexieqi
- Song Hye-kyo : Cheung Wing-sing, la femme du Maître Yip Man
- Chang Chen : Yixiantian "La Lame"
- Bruce Leung :
- Julian Cheung :
- Zhao Benshan :

Source et légende : Version française (V. F.) sur AlloDoublage

## Distinctions

### Récompenses
- North Texas Film Critics Association Awards 2014 : Meilleur film étranger
- Motion Picture Sound Editors Awards 2014 : Meilleur montage son d'un film en langue étrangère
- Asian Film Awards 2014 : prix du meilleur film

### Nominations et sélections
- Festival international du film de Palm Springs 2014
- Oscars du cinéma 2014 :
  - Meilleurs costumes pour William Chang Suk Ping
  - Meilleure photographie pour Philippe Le Sourd